# Joselio Hanson
Joselio Basilio Hanson (Inglewood, 13 agosto 1981) è un giocatore di football americano statunitense nel ruolo di cornerback.

## Carriera
Dopo aver giocato al college con i Texas Tech Red Raiders, divenne free agent non essendo stato scelto al draft NFL 2003.

### San Francisco 49ers
Hanson firmò il 2 maggio 2003 con i San Francisco 49ers. Il 31 agosto venne svincolato per poi rifirmare il 9 settembre con la squadra di allenamento.
Il 17 gennaio 2004 venne rifirmato come free agent. Debuttò nella NFL il 19 settembre contro i New Orleans Saints. Il 25 settembre venne svincolato ma dopo 3 giorni venne nuovamente rifirmato. Il 26 dicembre contro i Buffalo Bills mise a segno il suo primo sack in carriera.
Il 29 agosto 2005 venne svincolato dai 49ers. Decise di provare con la lega sperimentale NFL Europe con i Frankfurt Galaxy.

### Philadelphia Eagles
Il 5 giugno 2006 firmò un contratto di 2 anni per un totale di 785.000 dollari. Nei primi due anni giocò in 32 partite ma solo in 5 scese in campo come titolare.
Il 1º aprile 2008 rifirmò come restricted free agent per un anno a 1.417.000 dollari. Il 27 novembre contro gli Arizona Cardinals fece il suo primo intercetto in carriera. Il 28 dicembre contro i Dallas Cowboys recuperò un fumble e lo trasformò in un touchdown da 96 yard.
Il 20 febbraio 2009 firmò un contratto di 5 anni per un totale di 21.000.000 di dollari di cui 6.400.000 garantiti e 2.275.000 dollari di bonus alla firma. Il 13 settembre contro i Carolina Panthers fece un intercetto. L'11 novembre venne sospeso dal commissario della NFL Roger Goodell. Il 7 dicembre finì la sospensione. Il 13 dicembre contro i New York Giants recuperò un fumble.
Il 12 settembre 2010 contro i Green Bay Packers intercettò un lancio di Aaron Rodgers. Il 10 ottobre contro i 49ers recuperò un fumble.
Il 3 settembre 2011 terminò il suo contratto, ma dopo 4 giorni rifirmò per 2 anni per un totale di 1.800.000 dollari di cui 50.000 di bonus alla firma. Il 18 dicembre contro i New York Jets recuperò un fumble.
Il 31 agosto 2012 terminò il suo contratto con gli Eagles.

### Oakland Raiders
Il 3 settembre 2012 firmò come unrestricted free agent con i Raiders. Il 23 settembre contro i Pittsburgh Steelers recuperò un fumble prezioso sulle 31 yard avversarie, che nell'azione successiva venne convertito in touchdown dai Raiders.
Il 14 ottobre contro gli imbattuti Atlanta Falcons fece un intercetto su Matt Ryan nelle proprie 38 yard, ritornandolo per 21 yard. Il 21 dello stesso mese contro i Jacksonville Jaguars recuperò il fumble che portò successivamente al field goal decisivo per la vittoria nell'overtime. Il 18 novembre contro i New Orleans Saints forzò il suo primo fumble in carriera. Il 16 dicembre contro i Kansas City Chiefs intercettò per la seconda volta in stagione un lancio di Brady Quinn sulle 42 yard avversarie, ritornandolo per 3 yard.
Il 9 aprile 2013 rifirmò per un altro anno per un milione di dollari di cui 65.000 di bonus alla firma. Il 27 agosto venne inserito nella lista infortunati per un problema al bacino riscontrato durante la partita di pre-stagione contro i Chicago Bears. Il 1º settembre venne svincolato.

## Vittorie e premi
- Nessuno

## Statistiche
| Partite totali      | 120 |
| Partite da titolare | 24  |
| Tackle totali       | 320 |
| Sack fatti          | 3,5 |
| Intercetti fatti    | 6   |
| Fumble forzati      | 1   |
| Fumble recuperati   | 6   |
| Passaggi deviati    | 51  |

Statistiche aggiornate alla stagione 2012